# Рыбак, Юрий Петрович
Юрий Петрович Рыбак (1 января 1935, село Кривое, теперь Попельнянского района Житомирской области — ?) — советский новатор производства, станочник, столяр Житомирского мебельного комбината Житомирской области. Депутат Верховного Совета УССР 6-8-го созывов. Герой Социалистического Труда (7.05.1971).

## Биография
Родился в крестьянской семье. После окончания средней школы работал в колхозе села Кривое Попельнянского района Житомирской области.
С 1955 года служил в Советской армии, где командовал отделением разведки артиллерийской части.
После демобилизации переехав до города Житомира и стал работать плотником строительной бригады, столяром Житомирской артели мебельщиков.
Потом — столяр-многостаночник машинно-клеевого цеха Житомирского мебельного комбината Министерства лесной и деревообрабатывающей промышленности УССР. Ударник коммунистического труда. Одним из первых освоил производство мебели из тирсоплит, достиг наивысшей производительности труда.
Окончил вечернее отделение Житомирский техникум механической обработки древесины, получил специальность техника-технолога деревообрабатывающей промышленности.
Член КПСС с 1964 года.
С 1975 года — секретарь партийного комитета Житомирского мебельного комбината Житомирской области.
С 1980-х годов — на пенсии в городе Житомире. Руководитель Житомирской организации ветеранов «Золотая Звезда».

## Награды
- Герой Социалистического Труда (7.05.1971)
- орден Ленина (7.05.1971)
- орден Трудового Красного Знамени
- медаль «За трудовую доблесть»
- медали